# Amor en custodia (telenovela argentina)
Amor en custodia é uma telenovela argentina produzida e exibida pela Telefe entre 28 de fevereiro e 28 de dezembro de 2005. 
Protagonizada por  Osvaldo Laport, Soledad Silveyra, Sebastián Estevanez e Melina Petriella e antagonizada por Paula Siero, Héctor Calori, Gimena Accardi, Pepe Monje, María Socas e Verónica Vieyra.

## Sinopse
Conta a história de amor entre Paz Achaval Urien (Soledad Silveyra), uma empreendedora exitosa, poderosa e rica, devido ao estabelecimento agropecuário onde trabalha, e Juan Manuel Aguirre (Osvaldo Laport), um homem de campo, humilde, deseestruturado, praticante de artes marciais brasileiras e apaixonado pela cultura de seu país.
Juan Manuel Aguirre é casado com Gabriela com quem tem uma filha, Tatiana. Gabriela é uma mulher corajosa que não desiste facilmente. Paz Achaval Urien é casada com um homem que ela respeita mas não ama, Alejandro, pai de suas filhas Bárbara e Milagros. Paz Achaval Urien dedicou-se a viver segundo comandos pré-estabelecidos.
Juan Manuel salva a vida de Paz, por isso ela quer que ele saia de campo e seja seu guarda-costas. Juan Manuel não aceita. Porém, o destino fará com que eles se encontrem novamente e a partir desse momento suas vidas nunca mais serão as mesmas. A lealdade que Juan Manuel sente por Paz, a mulher que ele protege, e a admiração que ela sente pelo seu protetor, tornar-se-ão um amor proibido. Será impossível para eles estarem próximos sem se envolverem, estarem próximos sem se esfregarem e estarem entrelaçados sem se apaixonarem.

## Elenco
- Osvaldo Laport como Juan Manuel Aguirre
- Soledad Silveyra como Paz Achaval Urien/Mónica Martínez (la hermana gemela de Paz)
- Sebastián Estevanez como Nicolás Pacheco
- Carolina Papaleo como Victoria Achaval Urien
- Melina Petriella como Bárbara Bazterrica Achaval Urien
- Luisina Brando como Alicia Almanzi
- Raúl Taibo como Carlos González/Francesco Fosco
- Héctor Calori como Alejandro Bazterrica
- Pepe Monje como Ernesto "Tango" Salinas
- Salo Pasik como Walter Pacheco
- Paula Siero como Carolina Costas
- Luciana González Costa como Laura Pacheco
- Florencia Ortiz como Rubí Rosales
- Santiago Ríos como Gino Giulianni
- Betty Villar como Katia Kramer
- Cristina Fridman como Elma Salinas
- Franco Infantino como Panchito
- Gimena Accardi como Tatiana Aguirre
- Pepe Novoa como Santiago Achaval Urien
- |Mónica Galán como Inés Vázquez
- Lucas Crespi como Guillermo "Guillo" Alcorta
- Fabián Pizzorno como Conrado Cáceres
- Eleonora Wexler como Angeles

## Prêmios e indicações
| Ano  | Prêmio               | Categoria                       | Indicado         | Resultado |
| ---- | -------------------- | ------------------------------- | ---------------- | --------- |
| 2005 | Premio Martín Fierro | Melhor telenovela               | Amor en custodia | Venceu    |
| 2005 | Premio Martín Fierro | Melhor ator protagonista        | Osvaldo Laport   | Venceu    |
| 2005 | Premio Martín Fierro | Melhor ator protagonista        | Raúl Taibo       | Indicado  |
| 2005 | Premio Martín Fierro | Melhor atriz protagonista       | Soledad Silveyra | Indicado  |
| 2005 | Premio Martín Fierro | Melhor atriz coadjuvante        | Claudia Fontán   | Indicado  |
| 2005 | Premio Martín Fierro | Participação especial em ficção | Mónica Ayos      | Indicado  |